# Kościół św. Wojciecha w Bobowie
Kościół św. Wojciecha – katolicki kościół parafialny zlokalizowany w Bobowie (wsi gminnej na Kociewiu).
Pierwsza kaplica powstała we wsi w XIV wieku, a w XV wieku przebudowano ją i powiększono w obecny kościół. W czasie Reformacji praktycznie cała wieś przeszła na luteranizm i przejęła świątynię na swoje potrzeby na około 40 lat. W 1596 edykt królewski przywrócił we wsi kapłana katolickiego. W XVII wieku kościół był już zbyt mały na potrzeby wsi i zaszła konieczność jego powiększenia. Zbudowano więc nową nawę i wieżę, a świątyni nadano cechy barokowe (pilastry, szczyty, portal). W 1906 kościół został poważnie uszkodzony przez pożar, a jego odbudowa trwałą aż do 1911. 
Przy kościele stoi kilka starych nagrobków, m.in. Franciszka Bardzkiego (zm. 1882) i ks. prof. Szczepana Lange (ur. 26.12.1844, zm. 3.7.1912), profesora Collegium Marianum w Pelplinie, od 1893 proboszcza bobowskiego, który przyczynił się do odbudowy kościoła po pożarze. 

## Galeria

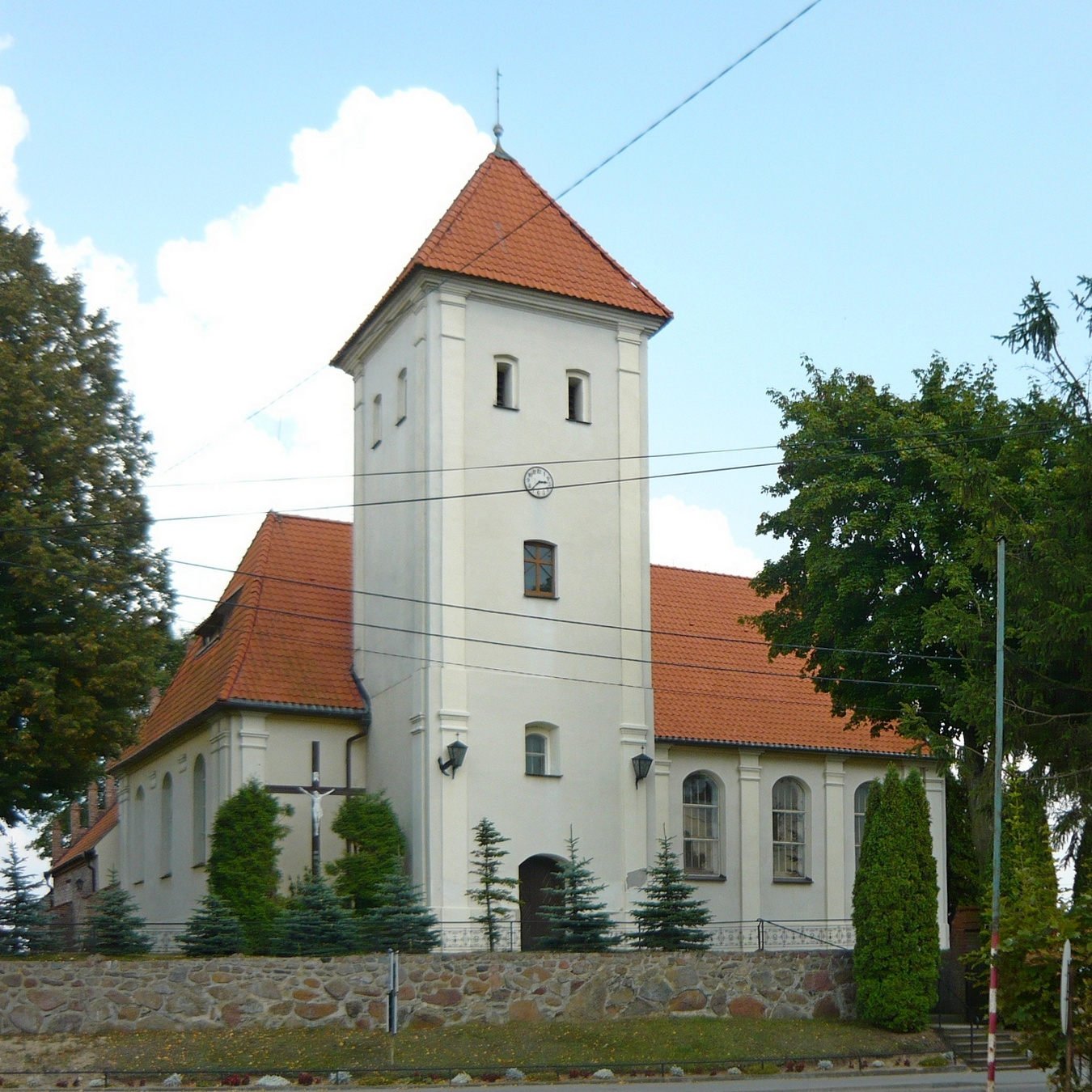
Wieża
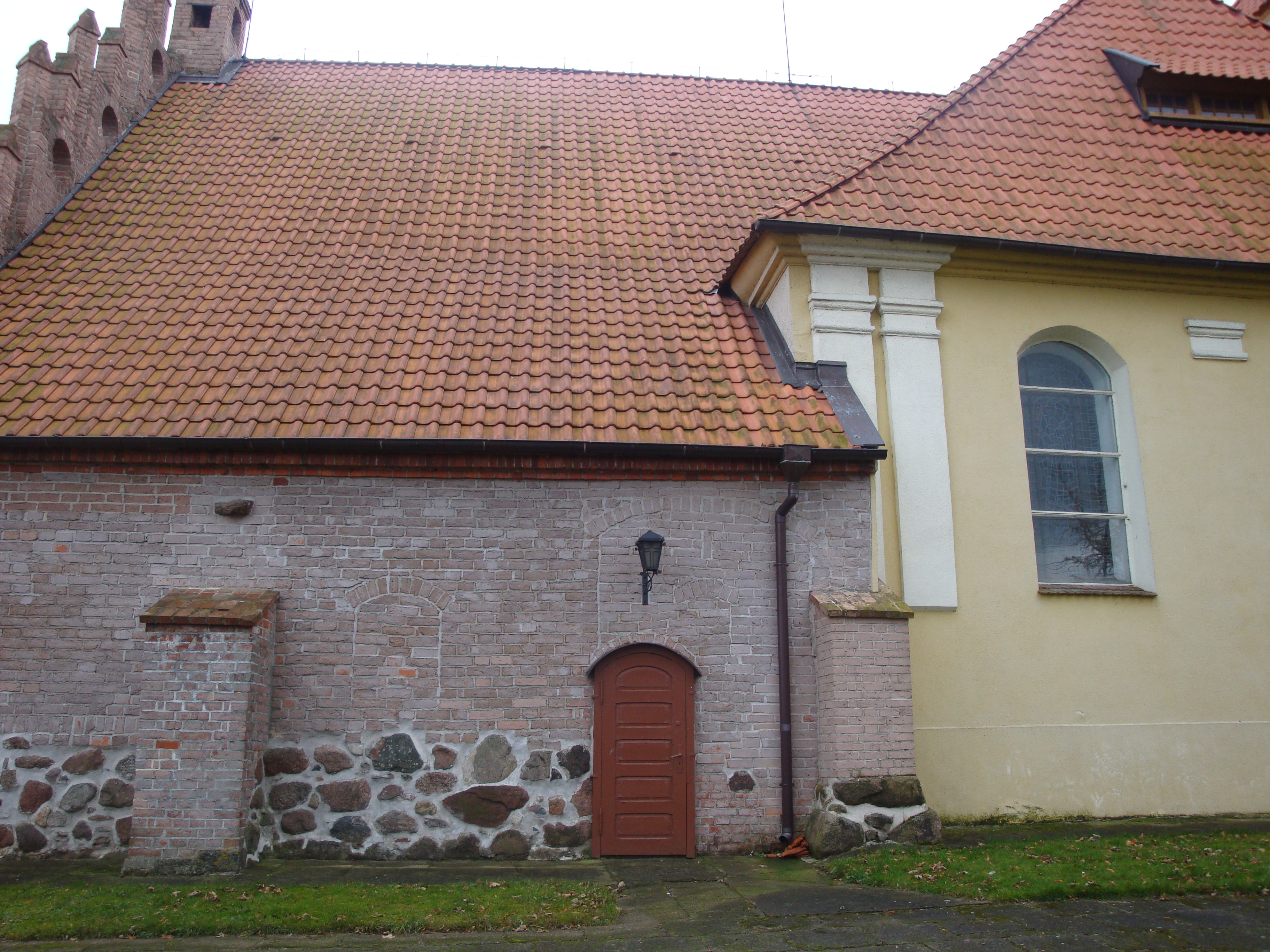
Styk styli
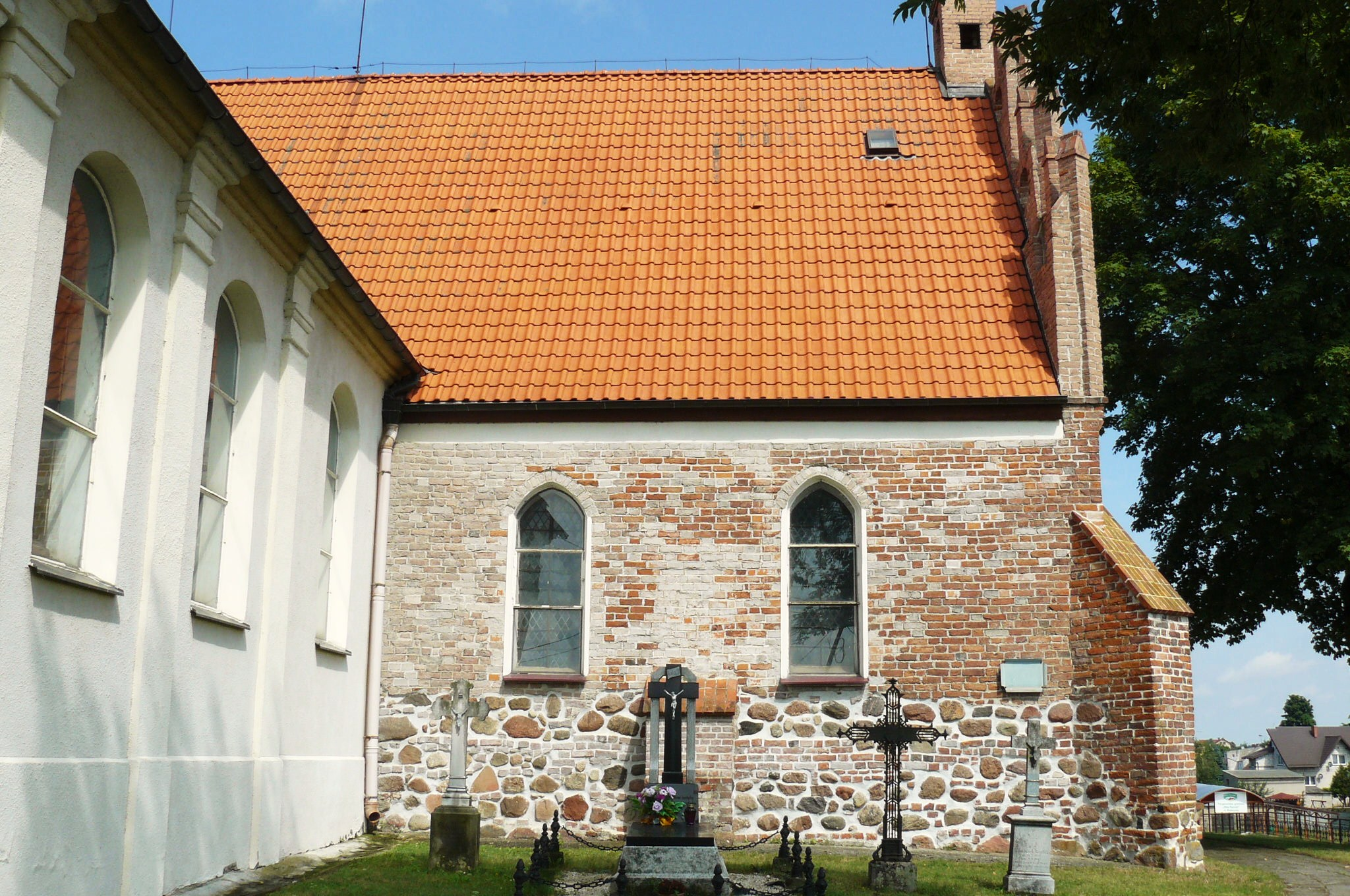
Groby
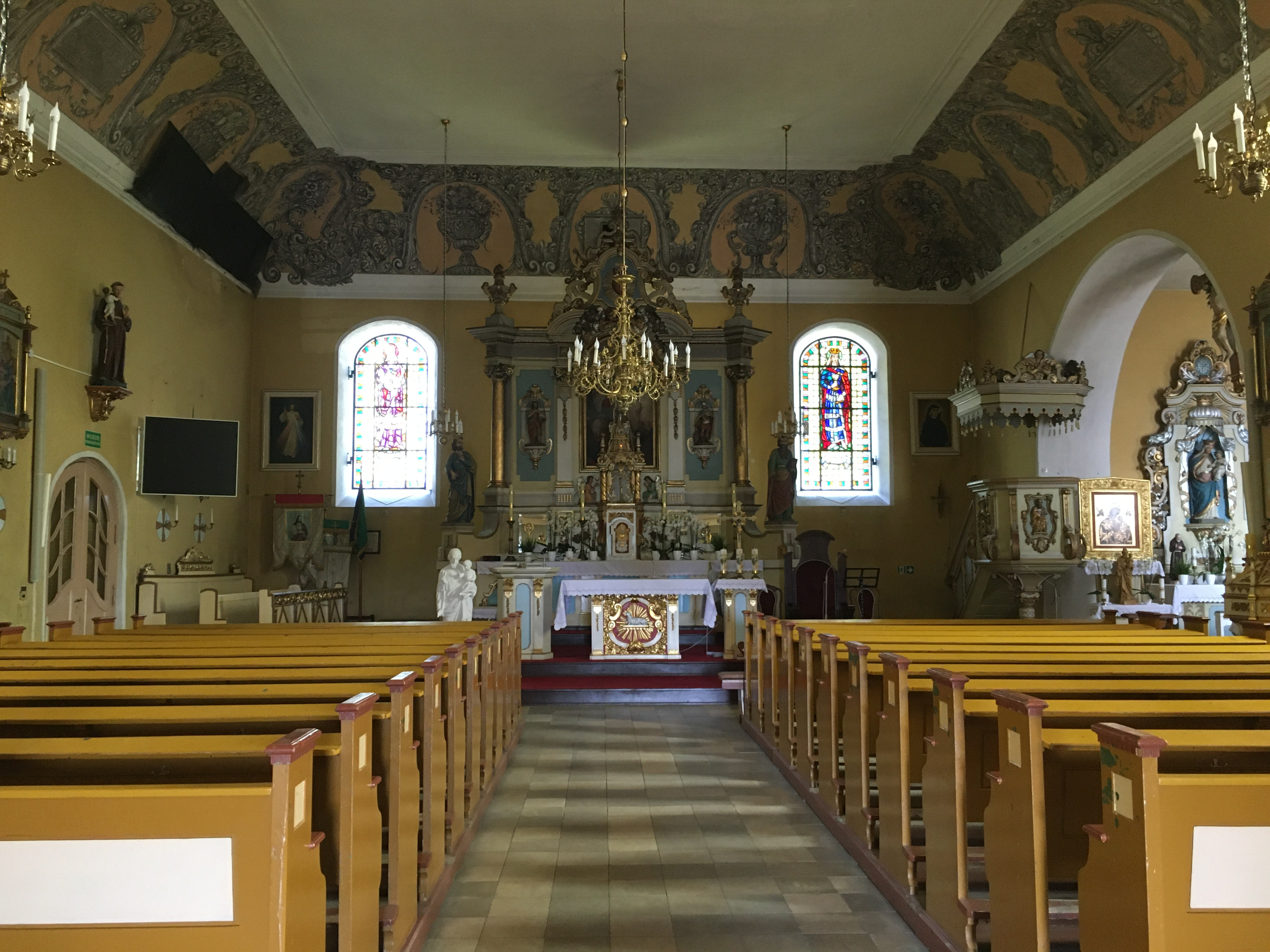
Wnętrze
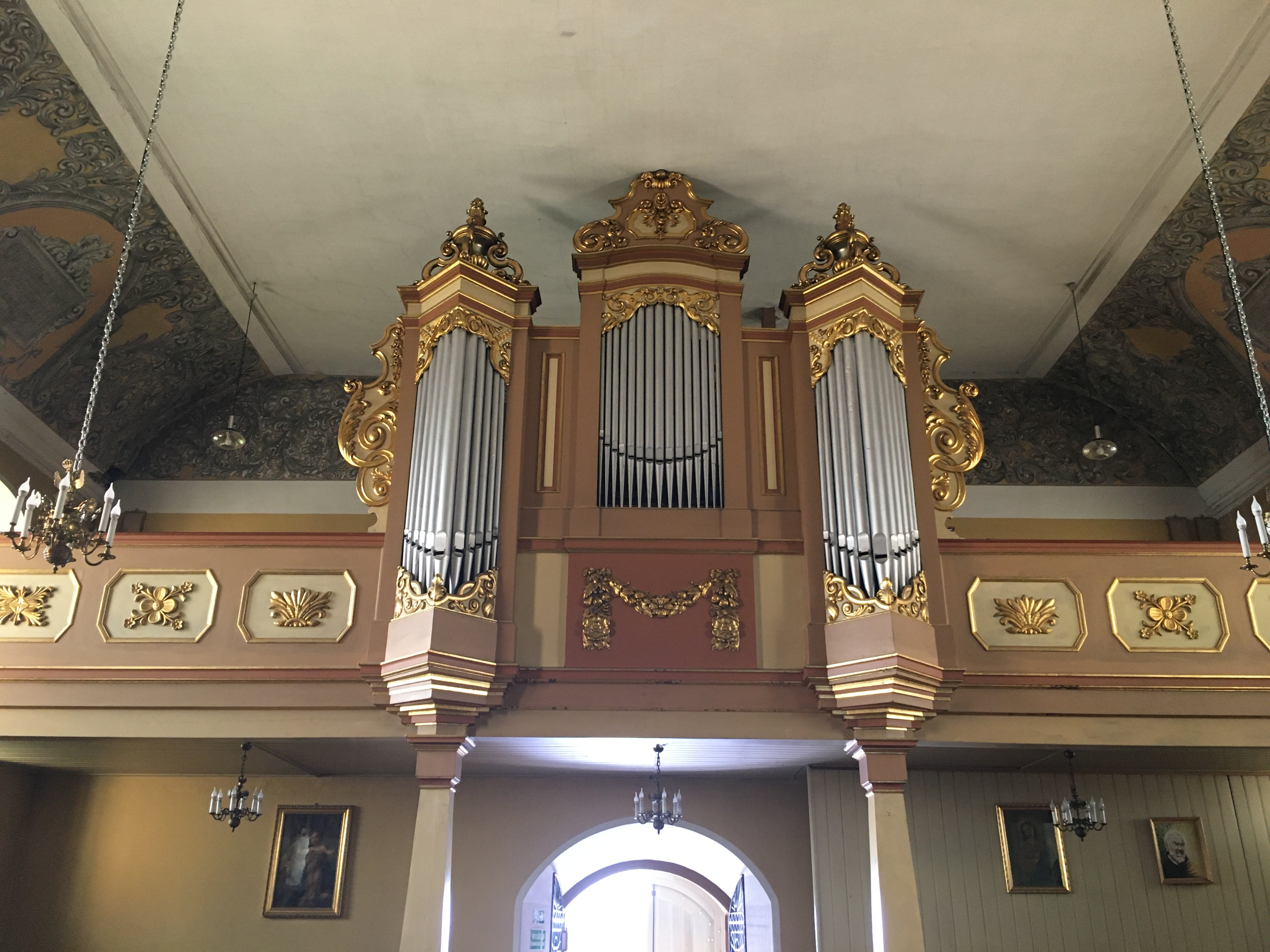
Empora i organy